# Chivu Stoica
 (décembre 2015).
Si vous disposez d'ouvrages ou d'articles de référence ou si vous connaissez des sites web de qualité traitant du thème abordé ici, merci de compléter l'article en donnant les références utiles à sa vérifiabilité et en les liant à la section « Notes et références ».
Chivu Stoica, né le 8 août 1908 à Smeeni et mort le 16 février 1975 à Bucarest, est un homme d'État roumain, membre du Parti communiste roumain (PCR). Il est Premier ministre de Roumanie de 1955 à 1961 et président du Conseil d'État de la République socialiste de Roumanie du 24 mars 1965 au 9 décembre 1967, où il est remplacé par Nicolae Ceaușescu.

## Biographie
Stoica est né à Smeeni, dans le județ de Buzău. Il est le sixième enfant d'une famille de laboureurs. À 12 ans, il part de chez lui pour travailler aux Chemins de fer roumains, la compagnie des chemins de fer roumains. En 1921, il s'installe à Bucarest, où il est employé comme chaudronnier pour le compte des entreprises Vulcan, Lemaitre et Malaxa. C'est là qu'il fait la connaissance de Gheorghe Vasilichi (ro), qui le recrute dans le Parti communiste.
Au printemps 1931, Stoica travaille pour les chantiers des chemins de fer de Grivița. Il y rencontre Gheorghe Gheorghiu-Dej, Vasile Luca et Constantin Doncea (en) ; ensemble, en 1933, ils y organisent une grève avec occupation des ateliers et blocage du trafic ferroviaire, qui finit par un affrontement sanglant ; sa participation à ces évènements lui vaut d'être condamné le 20 août 1934 à quinze ans de prison. Lors de son séjour à la prison de Târgu Jiu, il devient un proche de Gheorgiu-Dej. Celui-ci aurait voulu faire de Stoica son successeur au poste de Secrétaire général du Parti communiste.
Il est membre du comité général et du Politburo du Parti des travailleurs roumain de 1945 à 1975. Il devient premier ministre de Roumanie de 1955 à 1961, puis président du Conseil d'État de Roumanie de 1965 à 1967. Dans les dernières années de sa vie, il perd progressivement les faveurs du couple à la tête de l'État, Nicolae et Elena Ceaușescu. Sa mort, d'une balle de fusil de chasse dans la tête, fut considérée comme un suicide.